# Wiesengrund
Wiesengrund (baix sòrab: Łukojce) és un municipi alemany que pertany a l'estat de Brandenburg. Forma part de l'Amt Döbern-Land i limita al sud amb els municipis de Hornow-Wadelsdorf i Felixsee, a l'oest amb Neiße-Malxetal i Groß Schacksdorf-Simmersdorf, i al nord amb Teichland i Forst (Lusàcia).